# Synagogue de Larnaca
 (décembre 2023).
Si vous disposez d'ouvrages ou d'articles de référence ou si vous connaissez des sites web de qualité traitant du thème abordé ici, merci de compléter l'article en donnant les références utiles à sa vérifiabilité et en les liant à la section « Notes et références ».
La synagogue Larnaca, située dans la station balnéaire de Larnaca à Chypre et inaugurée le 12 septembre 2005, est la première et l'unique synagogue de l'île.
Le grand-rabbin d'Israël, Yona Metzger, a qualifié cette inauguration d'historique devant une assemblée de 100 personnes célébrant l'ouverture religieuse de Chypre. Un sefer Torah a été inauguré en même temps, et la première pierre d'un mikvé a été posée.
Le rabbin Arieh Ze'ev Raskin, 29 ans, est désormais le chef religieux de la communauté juive de Chypre.